# Bolsa de basura

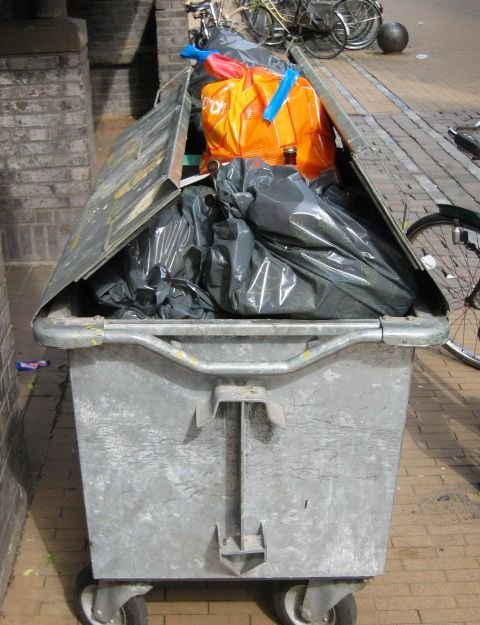
Contenedor con bolsas de basura.

Una bolsa de basura es una bolsa de plástico destinada a introducir en ella los residuos generados por la actividad humana cotidiana 

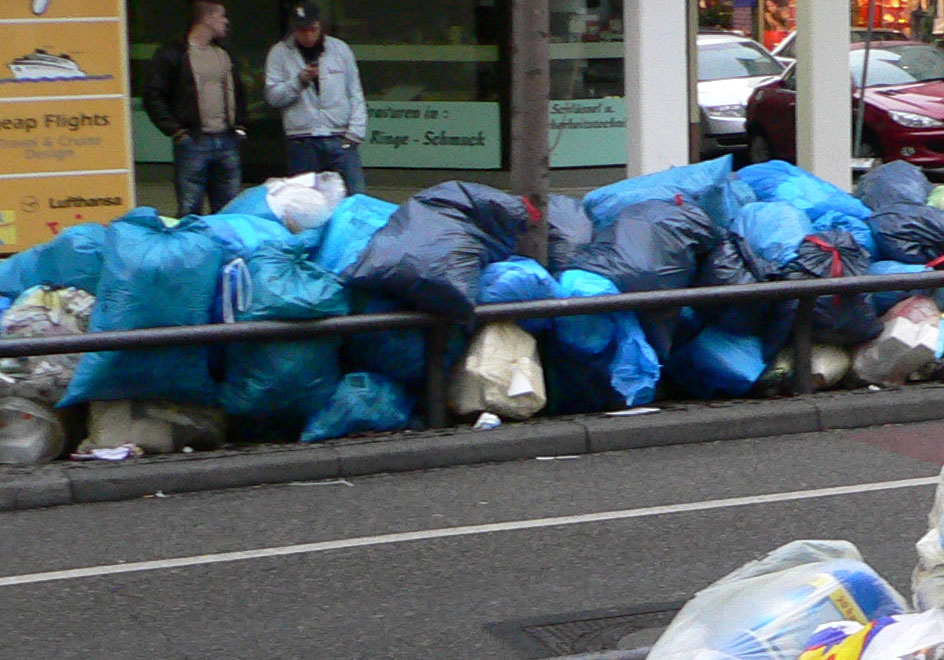
Bolsas de basura.

Para mantenerla abierta y estable, la bolsa de basura se coloca en un recipiente rígido y descubierto ajustando los extremos a sus laterales. En los hogares la bolsa se introduce en el cubo de basura que se coloca en la cocina bajo del fregadero al ser donde mayor cantidad de residuos se generan. En el cubo de basura también se depositan los restos recogidos de otros recipientes como papeleras y ceniceros.
En otros entornos, la bolsa también se introduce en papeleras o, en sus medidas superiores, en contenedores. Una vez colmada, la bolsa se cierra con un nudo y se deposita en un contenedor situado en la vía pública o que se saca periódicamente para que las retire el camión de la basura. La recogida de bolsas de basura en un edificio se encomienda al personal de limpieza lo que realiza a última hora de la jornada poco antes de que pase el camión.
La bolsa de basura ha sido tradicionalmente de colores preferentemente oscuros: negro, gris o azul marino. Sin embargo, la implantación de la recogida selectiva de basura ha impulsado la comercialización de recipientes en diversos colores - amarillos, azules, blancos, etc.-encaminados a individualizar los tipos de residuo.Las papeleras de recogida selectiva cuentan con varios recipientes en los que pueden ponerse bolsas de colores para su rápida identificación.

## Normativa
Según algunos coordinadores de campañas argumentan que la normativa en España para prohibir las bolsas de basura ha llegado tarde, mientras que en algunos países como Francia e Italia llevan prohibidas desde hace tiempo, y en Irlanda fueron grabadas con un impuesto de 20 céntimos. Por otro lado la ley prevé que en enero de 2020 la venta esté prohibida en todos los establecimientos del país.

La bolsa de plástico es un elemento que deberíamos eliminar de nuestras vidas. Es un ejemplo de mal diseño: un producto que utilizamos 10 minutos para transportar la compra, y que luego lo tiramos, aunque se recicle tiene muchos problemas.
Beltrán, de la fundación medioambiental "Rezero".

Para ella la solución tampoco fueron las bolsas biodegradables, apostando por volver a los elementos reutilizable tradiciones: bolsas de tela, carros, cestas..

## Variedades
Las bolsas de cierre fácil llevan una cinta plástica en su perímetro superior que permite cerrarla tirando de ella en un solo movimiento. Este gesto evita su anudado posterior al quedar la bolsa suficientemente cerrada. Por su gran comodidad, las bolsas de cierre fácil han experimentado un gran crecimiento en ventas a pesar de su mayor precio.
Bolsas de basura de colores para disfraces, una nueva utilidad donde con una gran variedad de colores se utilizan para hacer un sencillo y original disfraz. Con ellas puedes dar colorido, muy utilizadas en colegios pues en poco tiempo puedes organizar un disfraz para toda la clase.
Además de ser muy útiles las bolsas, se han convertido en algo indispensable para algunas personas para depositar su desecho, la bolsa de basura ha pasado a ser biodegradable, la cual es amigable con la naturaleza ya que tarda menos tiempo en desintegrarse.

## Origen
Creada en 1950, la invención de la bolsa de basura fue atribuida a los canadienses Harry Wasylyk, Larry Hansen y Frank Plomp.